# 2044年8月23日日食
2044年8月23日日食为一次在协调世界时2044年8月23日出現的一次日全食。該次日食食分為1.0365，食甚維持時間2分4秒。这次日食是126沙罗序列最后一次日全食。

## 概述
這次日食的食分是1.0365，全食維持2分4秒。

此次日全食過程中月影在地表移動的動畫

## 路径
此次日全食部分在北冰洋中南部、北美洲中北部，时间很短。日偏食部分在俄罗斯东部、北冰洋、北美洲西部。

## 基本參數
- 類型：日全食
- 食最大地點資料：
  - 日期：2044年8月23日
  - 時間：1時17分1秒
  - 地點：64N 120W
  - 食分：1.0365
  - 日全食持續時間：2分4秒

## 外部連結
- NASA未來日食資料（页面存档备份，存于）
- 可見區域圖和時間統計：由弗雷德·埃斯佩纳克做出的日食預報，NASA/GSFC
  - Google互動地圖呈現的日食範圍
  - 貝塞爾元素